# Flygstaben
Flygstaben (FS) är en högre ledningsstab inom svenska flygvapnet som verkat sedan den 1 januari 2019. Förbandsledningen är förlagd inom Uppsala garnison i Uppsala.  Fullt organiserad avses staben ha 252 anställda. 

## Historia
Den 30 juni 1994 upplöstes och upphörde Flygstaben som stab och myndighet. I dess ställe bildades den 1 juli 1994 Flygvapenledningen, ingående i det nybildade Högkvarteret.
År 2000 omstöptes flygvapenledningen till Flygtaktiska kommandot (FTK) och flyttade från Högkvarteret i Stockholm till Uppsala garnison. Då tillhörde kommandot Försvarsmaktens Operativa insatsledning (OPIL) och några år senare flyttade även arméns och marinens taktiska kommandon (ATK resp. MTK) in i tillfälliga lokaler på Uppsala garnison. Lokaliseringen till Uppsala blev kortvarig, då de tre staberna tillsammans med insatsledningen flyttades tillbaka till Stockholm under åren 2005–2007.
I februari 2018 föreslog Försvarsmakten i sitt budgetunderlag för 2019 till regeringen en omorganisation av Försvarsmaktens ledning. Förslaget var bland annat utformat med en ny ledning och ånyo nya organisationsenheter på nya orter. Det för att ge bättre förutsättningar för en robust och uthållig ledning, men också implicit för att frigöra stabsutrymmen i det överfulla Stockholm. De nya organisationsenheter som Försvarsmakten önskade bilda föreslogs benämnas arméstaben, flygstaben samt marinstaben. Dessa skulle bildas genom en sammanslagning av produktionsledning och insatsledning, samt andra kompletterande delar från bland annat Högkvarteret och Försvarets materielverk. Staberna föreslogs bildas den 1 januari 2019 och ledas under en arméchef, en marinchef och en flygvapenchef. Den 22 november 2018 föreslog regeringen för riksdagen att inrätta organisationsenheter i form av en arméstab, en marinstab och en flygstab, det efter att Försvarsmakten i sitt budgetunderlaget för 2019 begärt att få inrätta försvarsgrensstaber. Riksdagen antog regeringens proposition den 18 december 2018. Den 20 december beslutade regeringen att inrätta Flygstaben som en egen organisationsenhet och förlägga denna till Uppsala garnison.
Den 16 januari 2019 invigdes Flygstaben med en traditionsenlig ceremoni i Uppsala garnison. Invigningen leddes av dåvarande flygvapenchefen generalmajor Mats Helgesson, och vid ceremonin närvarade chefen från den 1994 avvecklade flygstabens sista stabschef Bernt Östh, samt den nya flygstabschefen Anders Persson.

## Förläggningar och övningsplatser
Lokaliseringsort för den nya flygstaben föreslogs av Försvarsmakten att etableras i Uppsala garnison. Där flyttade Flygstaben in till tre större vita byggnader i den södra delen av flottiljområdet, vilka ursprungligen uppfördes under 1940-talet till Flygkadettskolan (F 20). Vid intagandet innehades byggnaderna av förbandet Försvarsmaktens underrättelse- och säkerhetscentrum (FMUndSäkC) som istället fick flytta till andra byggnader inom Uppsala garnison. Det man flyttade in i var två flyglar (tidigare bl.a. kadettbostäder) och däremellan en stabsbyggnad med administrativa lokaler (tidigare även med lektionssalar). På övervåningen fanns en större skrivsal som även användes vid fester, men som idag kallas Nordenskiöldska samlingssalen, och inrymmer ca 120 sittande för genomgångar och personalsamlingar. Några hundra meter norr om skolhuset låg kadettmässen, en låg vit byggnad, och som idag benämns Bergsmässen.

## Förbandschefer
Försvarsgrenen Flygvapnets chef tituleras flygvapenchef och har tjänstegraden generalmajor. Flygstaben är enligt Försvarsmaktens benämningar en egen organisationsenhet (OrgE), där förbandschefen tillika benämns flygstabschef med tjänstegraden överste.
Flygvapenchef

- 2015–2019: Mats Helgesson
- 2019–2022: Carl-Johan Edström
- 2022–20xx: Jonas Wikman

Flygstabschef

- 2019–2019: Anders Persson [6]
- 2019–2020: Anders Jönsson [c]
- 2020–2025: Dennis Hedström
- 2025–20xx: Niclas Magnusson [d]

## Namn, beteckning och förläggningsort
| Flygstaben | 2019-01-01 | – |  |

| FS | 2019-01-01 | – |  |

| Uppsala garnison | 2019-01-01 | – |  |